# Homécourt
Ne doit pas être confondu avec Omécourt ou Omicourt.
Homécourt est une commune française située dans le département de Meurthe-et-Moselle, en région Grand Est. C'est l'une des trois villes-centres de l'unité urbaine de Jœuf.

## Géographie

### Localisation
Homécourt se situe dans le Nord-Est de la France et fait partie du département de Meurthe-et-Moselle dans le pays Haut.
La commune est chef-lieu de canton depuis 1973 dans l'arrondissement de Briey et se compose comme suit (du nord au sud) : Moutiers, Homécourt, Auboué, Hatrize, Moineville, Batilly, Jouaville et Saint-Ail.
Son point culminant est approximativement à 282 mètres d’altitude.
C’est la seule commune en France à porter ce nom. Les habitants sont appelés les Homécourtois et les Homécourtoises.
| Moutiers | Val de Briey | Jœuf                              |
|          | Homécourt    | Montois-la-Montagne (Moselle)     |
| Auboué   |              | Sainte-Marie-aux-Chênes (Moselle) |

### Hydrographie

#### Réseau hydrographique
La commune est dans le bassin versant du Rhin au sein du bassin Rhin-Meuse. Elle est drainée par l'Orne,.
L'Orne, d'une longueur de 86 km, prend sa source dans la commune de Ornes et se jette  dans la Moselle à Richemont, après avoir traversé 25 communes. 

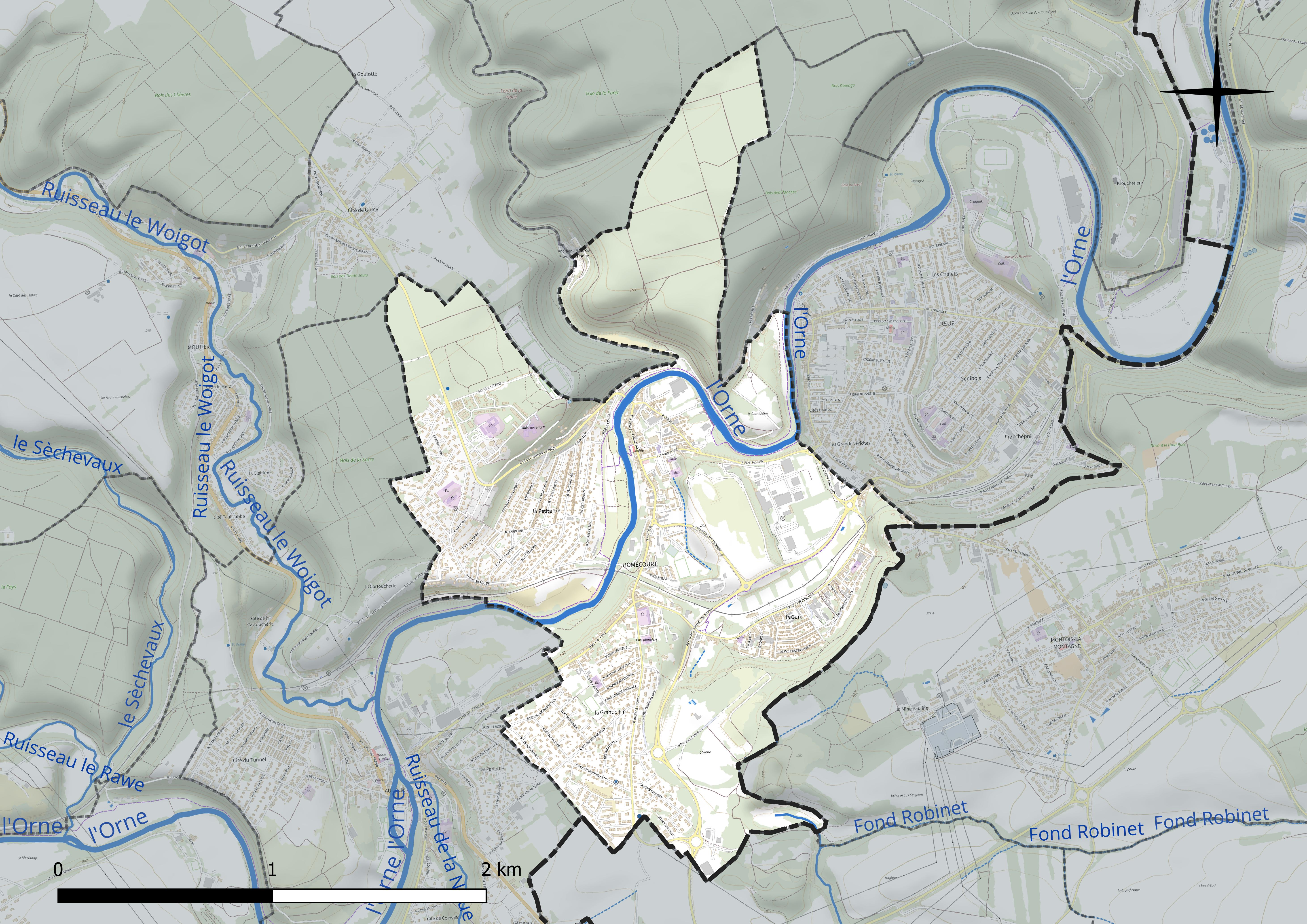
Réseau hydrographique d'Homécourt.

#### Gestion et qualité des eaux
Le territoire communal est couvert par le schéma d'aménagement et de gestion des eaux (SAGE) « Bassin ferrifère ». Ce document de planification concerne le périmètre des anciennes galeries des mines de fer, des aquifères et des bassins versants hydrographiques associés qui s’étend sur 2 418 km2. Les bassins versants concernés sont celui de la Chiers en amont de la confluence avec l'Othain, et ses affluents (la Crusnes, la Pienne, l'Othain), celui de l'Orne et ses affluents et celui de la Fensch, le Veymerange, la Kiesel et les parties françaises du bassin versant de l'Alzette et de ses affluents (Kaylbach, ruisseau de Volmerange). Il a été approuvé le 27 mars 2015. La structure porteuse de l'élaboration et de la mise en œuvre est la région Grand Est. 
La qualité des cours d’eau peut être consultée sur un site dédié géré par les agences de l’eau et l’Agence française pour la biodiversité. 

### Climat
Pour des articles plus généraux, voir Climat du Grand Est et Climat de Meurthe-et-Moselle.
En 2010, le climat de la commune est de type climat des marges montargnardes, selon une étude du Centre national de la recherche scientifique s'appuyant sur une série de données couvrant la période 1971-2000. En 2020, Météo-France publie une typologie des climats de la France métropolitaine dans laquelle la commune est exposée à un climat semi-continental et est dans la région climatique  Lorraine, plateau de Langres, Morvan, caractérisée par un hiver rude (1,5 °C), des vents modérés et des brouillards fréquents en automne et hiver. 
Pour la période 1971-2000, la température annuelle moyenne est de 9,6 °C, avec une amplitude thermique annuelle de 16,5 °C. Le cumul annuel moyen de précipitations est de 773 mm, avec 12,1 jours de précipitations en janvier et 9,1 jours en juillet. Pour la période 1991-2020, la température moyenne annuelle observée sur la station météorologique de Météo-France la plus proche, « Doncourt-lès-Conflans », sur la commune de Doncourt-lès-Conflans à 10 km à vol d'oiseau, est de 10,7 °C et le cumul annuel moyen de précipitations est de 710,3 mm. 
La température maximale relevée sur cette station est de 40,9 °C, atteinte le 25 juillet 2019 ; la température minimale est de −16,5 °C, atteinte le 26 décembre 2010,,. 
Les paramètres climatiques de la commune ont été estimés pour le milieu du siècle (2041-2070) selon différents scénarios d'émission de gaz à effet de serre à partir des nouvelles projections climatiques de référence DRIAS-2020. Ils sont consultables sur un site dédié publié par Météo-France en novembre 2022.

## Urbanisme

### Typologie
Au 1er janvier 2024, Homécourt est catégorisée petite ville, selon la nouvelle grille communale de densité à sept niveaux définie par l'Insee en 2022.
Elle appartient à l'unité urbaine de Jœuf, une agglomération inter-départementale regroupant six  communes, dont elle est ville-centre,,. Par ailleurs la commune fait partie de l'aire d'attraction de Val de Briey, dont elle est une commune du pôle principal,. Cette aire, qui regroupe 14 communes, est catégorisée dans les aires de moins de 50 000 habitants,.

### Occupation des sols
L'occupation des sols de la commune, telle qu'elle ressort de la base de données européenne d’occupation biophysique des sols Corine Land Cover (CLC), est marquée par l'importance des territoires artificialisés (52,8 % en 2018), en diminution par rapport à 1990 (58,6 %). La répartition détaillée en 2018 est la suivante : zones urbanisées (46,3 %), forêts (25,6 %), milieux à végétation arbustive et/ou herbacée (18 %), zones industrielles ou commerciales et réseaux de communication (6,4 %), zones agricoles hétérogènes (2,4 %), terres arables (0,8 %), prairies (0,3 %). L'évolution de l’occupation des sols de la commune et de ses infrastructures peut être observée sur les différentes représentations cartographiques du territoire : la carte de Cassini (XVIIIe siècle), la carte d'état-major (1820-1866) et les cartes ou photos aériennes de l'IGN pour la période actuelle (1950 à aujourd'hui).

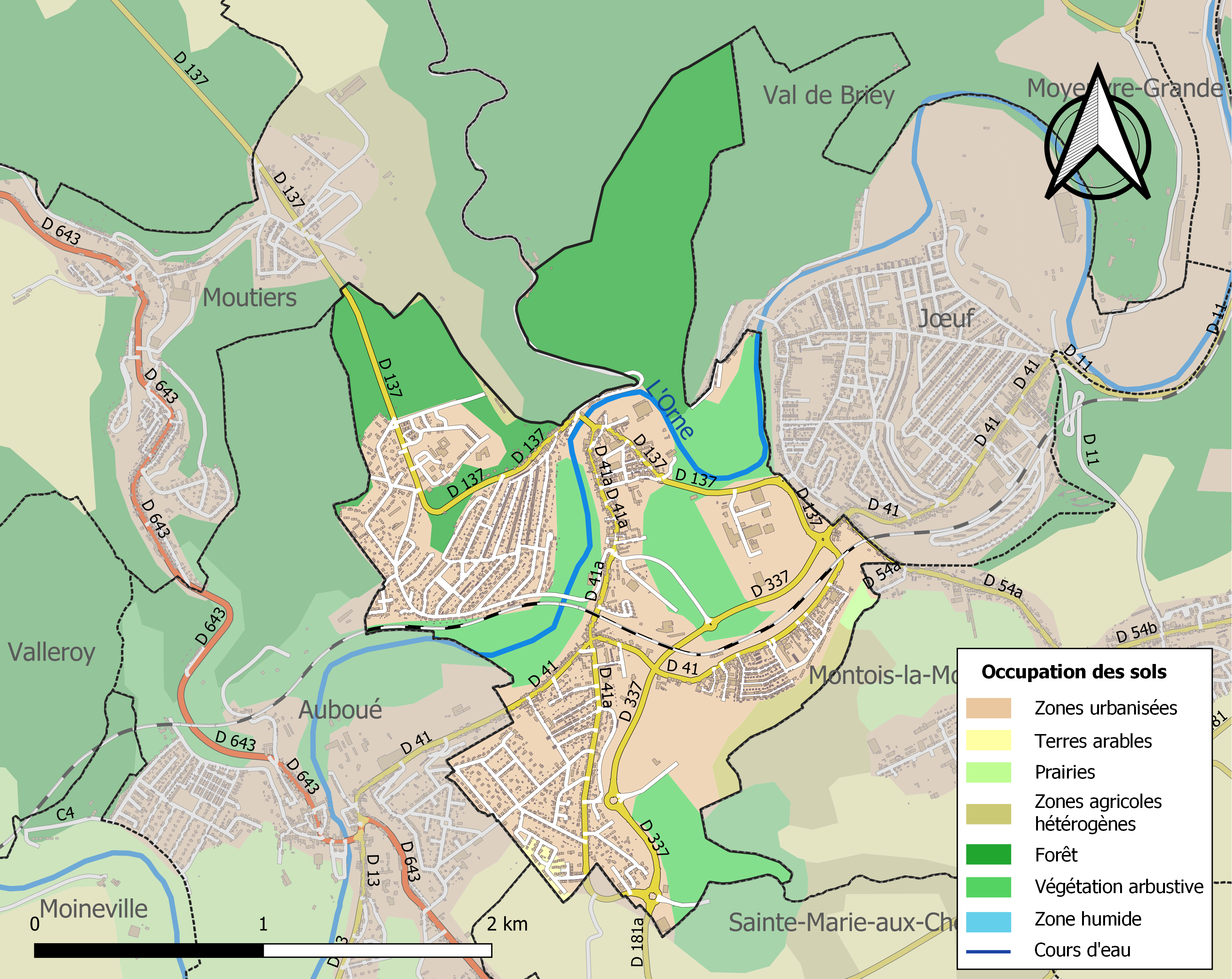
Carte des infrastructures et de l'occupation des sols de la commune en 2018 (CLC).

## Toponymie
- Wucort et Vuecourt (1132), Hemecourt (XIIIe siècle), Hameicort (1260), Viecortz (1261), Hamelecourt (1281), Vieicourt (1292), Hameicourt (1307), Howucourt (1338), Hammecourt (1433), Houecour (1658), Hernecourt (1680)[réf. nécessaire].
- En lorrain : Hameco.

## Histoire
Homécourt est mentionné dans les écrits à partir du XIIe siècle. Sous le nom de Wucourt ou Vuecourt en 1132, de Hameicourt en 1260, Haulmécourt en 1301, Honecourt en 1658 et enfin de Haumecourt en 1831 avant d'arriver à sa forme actuelle de Homécourt depuis 1850. Néanmoins des découvertes archéologiques attestent de l'occupation des sols dès le Ier siècle.
En 1880, dans une carrière en exploitation, au lieu-dit Grande Fin, des sépultures mérovingiennes sont mises au jour. Au XIIe siècle, une forteresse dite "Castrum Rista" (fortification du château de la famille de Riste de Lunéville) est signalée à l'emplacement d'un éperon barré. Le château est rasé en 1215 par Henri II. Sur la rive gauche de l'Orne, un moulin dit « moulin de la Roche » est signalé ainsi que des vestiges de fours à pain et un puits. Sur la rive droite de l'Orne, un second moulin datant du XIIe siècle est signalé.
Village du duché de Bar, Homėcourt est rattaché au royaume de France en 1766 puis fait partie du département de la Moselle en 1790 mais reste français en 1871.
Entre 1871 et 1914, Homécourt fait office de village-frontière avec l'Allemagne. En 1895, le village agricole de 500 habitants devient un bourg sidérurgique. Sa population augmente considérablement atteignant plus de 7 000 habitants en 1914.
Le 3 août 1914, un bataillon allemand pénètre en France et détruit la station d'Homécourt.
Entre 1940 et 1944, de nombreux réseaux de résistance voient le jour pour aider les prisonniers évadés des stalag et offlag. Le curé d'Homécourt et son acolyte de Jœuf sont au nombre des membres actifs. La frontière se situant à quelques pas de la cure, les prisonniers sont guidés chez Paul Mary et se voient gratifiés de faux papiers d'identité. Envoyé en déportation, le chanoine Delwal de Jœuf n'en revint pas.

## Politique et administration

### Liste des maires
| Période                                  | Période        | Identité             | Étiquette    | Qualité |
| ---------------------------------------- | -------------- | -------------------- | ------------ | --- |
| Les données manquantes sont à compléter. |                |                      |              | |
| octobre 1848                             | octobre 1851   | Pierre Amard         |              | |
| octobre 1851                             | juillet 1852   | Jean-Pierre Adam     |              | |
| juillet 1852                             | mai 1856       | Jean-Philippe Pillot |              | |
| mai 1856                                 | septembre 1865 | Nicolas Ancel        |              | |
| septembre 1865                           | janvier 1871   | Pierre Amard         |              | |
| janvier 1871                             | mai 1892       | Jean-Pierre Devaux   |              | |
| mai 1892                                 | août 1912      | Émile Daum           |              | |
| août 1912                                | décembre 1919  | Jean Hottier         |              | |
| décembre 1919                            | août 1924      | Joseph Felten        |              | |
| septembre 1924                           | juin 1934      | Georges Firling      |              | |
| juin 1934                                | novembre 1944  | Maurice Pierre       |              | |
| mai 1945                                 | octobre 1947   | Robert Laperche      | SFIO         | Instituteur puis directeur d'école Président de la délégation spéciale en 1944 |
| octobre 1947                             | mars 1959      | Louis Carbonneil     |              | |
| mars 1959                                | mars 1971      | Gaston Perrin        | SFIO puis PS | Agent de sécurité Croix de guerre 1939-1945 |
| mars 1971                                | juin 1986      | Christian Grosgeorge | PCF          | Employé Suppléant du député Gilbert Schwartz (1973 → 1978) Démissionnaire |
| juin 1986                                | juillet 2020   | Jean-Pierre Minella  | PCF          | Retraité de la sidérurgie Conseiller général d'Homécourt (1985 → 2015) Vice-président du conseil général (1998 → 2015) Conseiller départemental de Jarny (2015 → 2021) 12e vice-président du conseil départemental (2015 → 2021) Président de la CC du Pays de l'Orne (2001 → 2016) |
| juillet 2020                             | En cours       | Jean Toniolo,        | DVG          | Cadre administratif et commercial d'entreprise Démissionnaire en juillet 2024 Réélu en septembre 2024 après une élection partielle |

### Jumelages
La ville d'Homécourt est jumelée avec :
- Ustka (Pologne) depuis le 3 août 2010.

## Population et société

### Démographie
L'évolution du nombre d'habitants est connue à travers les recensements de la population effectués dans la commune depuis 1793. Pour les communes de moins de 10 000 habitants, une enquête de recensement portant sur toute la population est réalisée tous les cinq ans, les populations de référence des années intermédiaires étant quant à elles estimées par interpolation ou extrapolation. Pour la commune, le premier recensement exhaustif entrant dans le cadre du nouveau dispositif a été réalisé en 2007.

En 2022, la commune comptait 6 250 habitants, en évolution de +1,35 % par rapport à 2016 (Meurthe-et-Moselle : −0,13 %, France hors Mayotte : +2,11 %).
| 1793 | 1800 | 1806 | 1836 | 1841 | 1861 | 1866 | 1872 | 1876 |
| ---- | ---- | ---- | ---- | ---- | ---- | ---- | ---- | ---- |
| 201  | 218  | 233  | 302  | 317  | 270  | 283  | 284  | 319  |

| 1881 | 1886 | 1891 | 1896 | 1901  | 1906  | 1911  | 1921  | 1926  |
| ---- | ---- | ---- | ---- | ----- | ----- | ----- | ----- | ----- |
| 505  | 521  | 525  | 573  | 3 145 | 5 137 | 7 006 | 4 822 | 7 773 |

| 1931  | 1936  | 1946  | 1954  | 1962   | 1968   | 1975   | 1982  | 1990  |
| ----- | ----- | ----- | ----- | ------ | ------ | ------ | ----- | ----- |
| 8 358 | 7 204 | 6 702 | 8 048 | 10 245 | 10 616 | 10 156 | 8 220 | 7 088 |

| 1999  | 2006  | 2007  | 2012  | 2017  | 2022  | - | - | - |
| ----- | ----- | ----- | ----- | ----- | ----- | - | - | - |
| 6 817 | 6 551 | 6 512 | 6 259 | 6 176 | 6 250 | - | - | - |

Le village d'environ 300 habitants à la fin du XIXe siècle va devenir progressivement une ville qui va atteindre 7 006 habitants en 1911, notamment à la suite de l'exploitation de l'usine sidérurgique d'Homécourt et à la construction des cités ouvrières sous la direction des mine et usine. Après la Seconde Guerre mondiale, l'extension des lotissements de la Petite Fin et de la Grande Fin portera ce chiffre à 10 616 au recensement de 1968. Avec la fermeture de la mine en 1981 et la fermeture de l'usine en 1983, la population va chuter graduellement jusqu'à 6 291 habitants en 2011.

## Économie

### Secteur secondaire

#### Sidérurgie
En 1885, la société Vezin-Aulnoye entreprend un premier fonçage sans succès. En 1895, l'exploitation du puits du fond de la Noue débute. En 1950, la mine d'Homécourt est considérée comme la plus automatisée. Son déclin, consécutif à la conjoncture économique, débute en 1960 jusqu'à sa fermeture définitive en 1981.

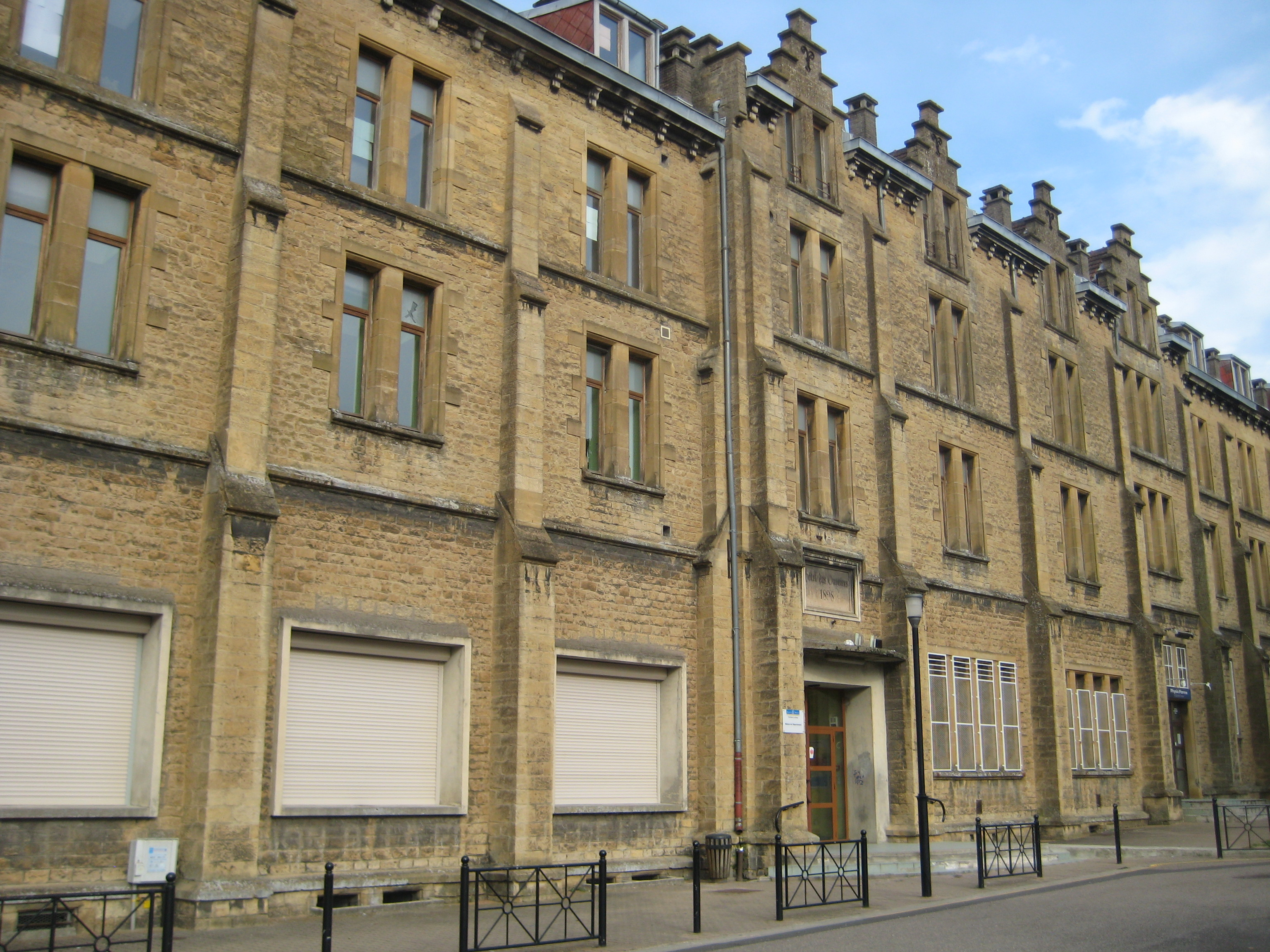
Hôtel des ouvriers, 1898.

L'origine de l'usine d'Homécourt remonte à la fin du XIXe siècle. En 1889, la société Vezin-Aulnoye commence la construction d'une usine sidérurgique sur le plateau du Haut des Tappes. L'exploitation débute en 1901. L'usine est composée de deux hauts-fourneaux. Un troisième haut-fourneau destiné à produire 200 tonnes de fonte par jour est allumé en 1904, puis un quatrième en juillet 1905.
Afin de loger sa main d'œuvre notamment composée d'émigrés, la direction des mines et usines fait construire des cités ouvrières : la Petite Fin, la Grande Fin, la gare ainsi que l'hôtel des Ouvriers situé près de la gare.
En avril 1903, l'usine est cédée à la compagnie des forges et aciéries de la marine. En 1914, à la veille de la Première Guerre mondiale, cette usine est en pleine prospérité. L'usine est détruite durant la guerre.
Après la période de reconstruction, les hauts-fourneaux sont remis à feu entre octobre 1920 et novembre 1926 puis subissent une nouvelle éclipse pendant la Seconde Guerre mondiale.
En 1964, les cinq hauts-fourneaux, situés sur une ligne nord-sud perpendiculaire à la vallée de l'Orne, sont chargés par skips et produisent 2 400 tonnes de fonte par jour.
Avec la crise européenne de la sidérurgie, au milieu des années 1970, l'activité fonte s'arrête sur le site, laissant un site et un environnement pollués par différents métaux lourds et les crassiers de l'usine. Depuis la réhabilitation se poursuit sur les sites et sols pollués, par des techniques expérimentales de phytoremédiation associant plantes et champignons.
L'usine d'Homécourt a changé plusieurs fois de nom au cours de son exploitation : La Marine en 1903, SIDELOR en 1951, Wendel-SIDELOR en 1968, et pour finir SACILOR en 1973. Elle est arrêtée définitivement en septembre 1983.

#### La SOLPA
En 1908, la famille vosgienne Charles Pierre ouvre une boucherie rue Carnot, qui est déplacée en 1911 dans la rue Clemenceau. En 1927, dans un grand local construit sur le pâquis, la famille Pierre commence une activité de conserverie qui deviendra en 1930, la Société Lorraine de Produits Alimentaires. Cette usine compte jusqu'à 600 salariés au début de la Seconde Guerre mondiale.
La SOLPA est rachetée en 1959 par Herta, qui connaît une expansion jusqu'en 1971, avant de déposer le bilan de la SOLPA en 1979. Les locaux de l'établissement sont occupés de 1980 à 1983. À l'issue de cette occupation, la coopérative ouvrière de production (COP) SOSALOR est constituée. Elle disparaît à son tour au bout d'une quinzaine de mois.

## Culture locale et patrimoine

### Lieux et monuments

#### Édifices civils

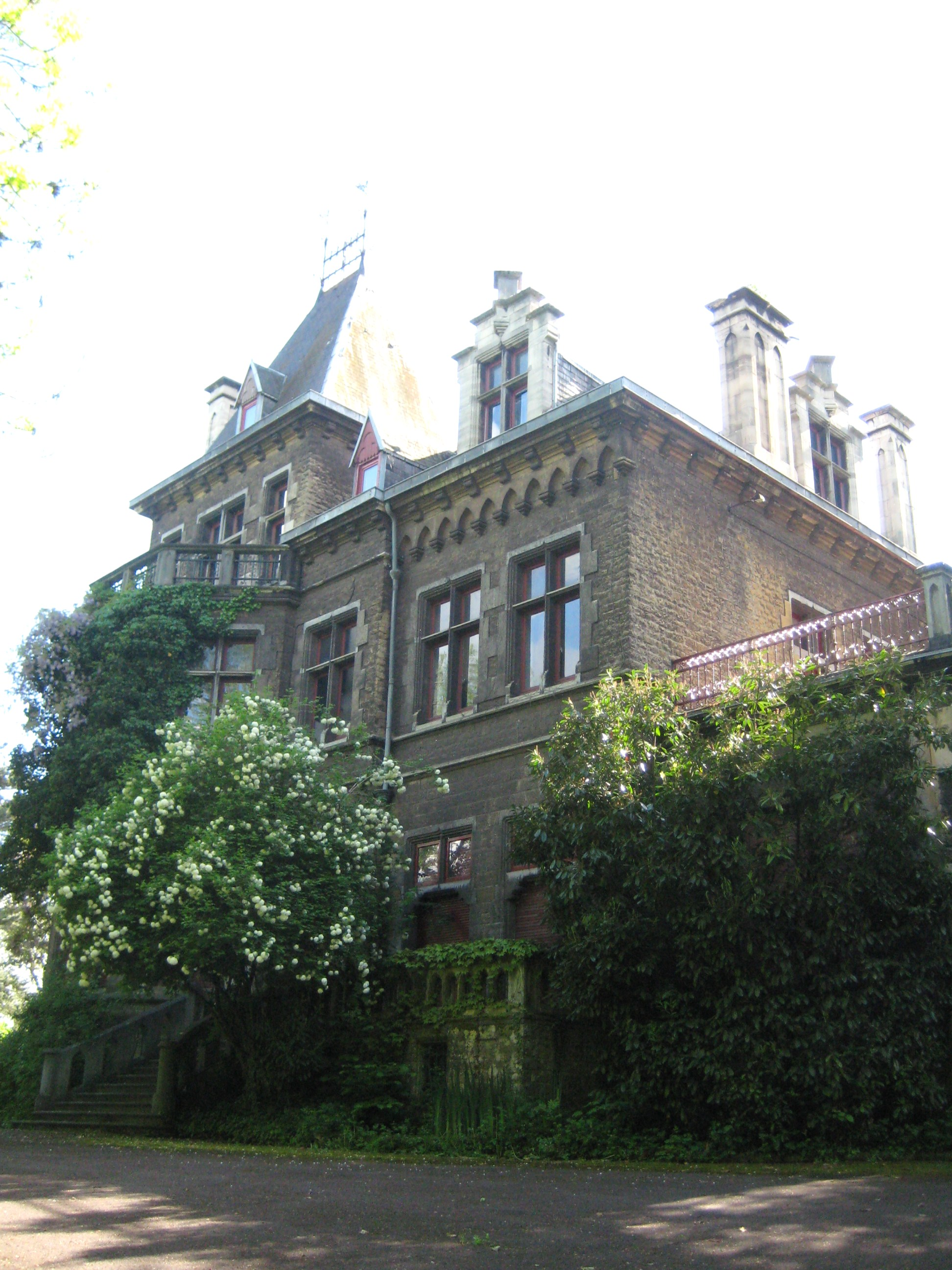
Château d'Homécourt.

- Vestiges préhistoriques et antiques, existence d'une nécropole franque fouillée de 1881 à 1907 (mobilier aux musées de Metz et de Nancy).
- Château de Riste, château fort dans le bois de Riste, époque de construction : XIIe siècle (détruit) ; XIVe siècle, XVe siècle (?). Château cité au XIIe siècle, appartenant à Conrad de Riste et son frère Folmar de Hombourg, fils du comte de Lunéville, pris et démoli en 1215 par Henri II de Bar comte de Bar, reconstruit au XIVe ou XVe siècle (aujourd'hui il ne reste que quelques ruines).
- Château d'Homécourt, château construit par les maîtres de forges à la fin du XIXe siècle, reconverti en école de commerce puis galerie d'art et chambres d'hôtes, et aujourd'hui en résidence senior[32].

#### Édifices religieux
- Église paroissiale de la Nativité-de-la-Vierge construite en 1828, date avec référence, en remplacement d'une chapelle très ancienne.
- Ancienne chapelle des ouvriers construite en 1898.
- Ancienne chapelle Saint-Paul construite au XXe siècle, quartier Grande Fin, aujourd'hui désaffectée.

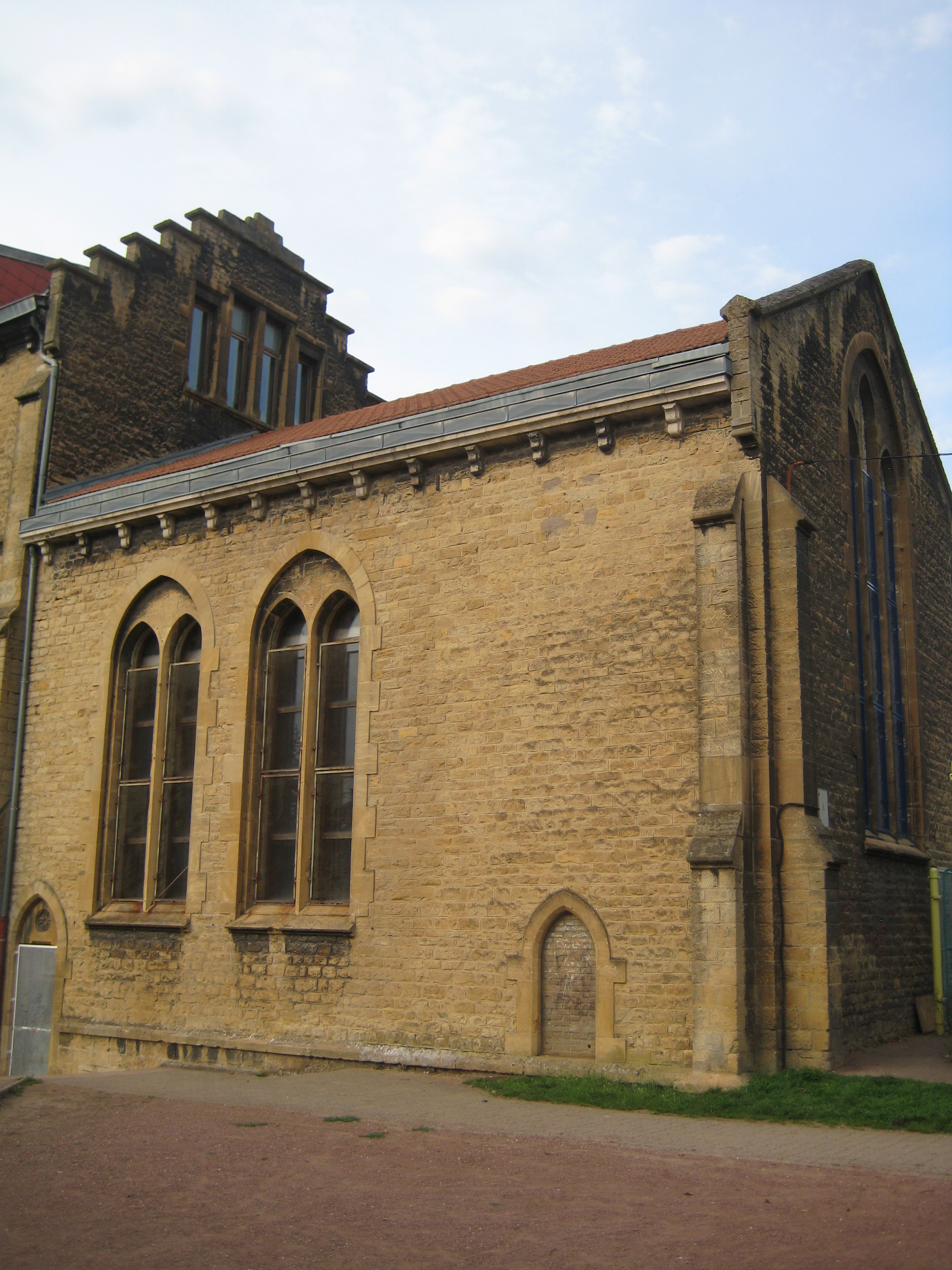
Ancienne chapelle des ouvriers.
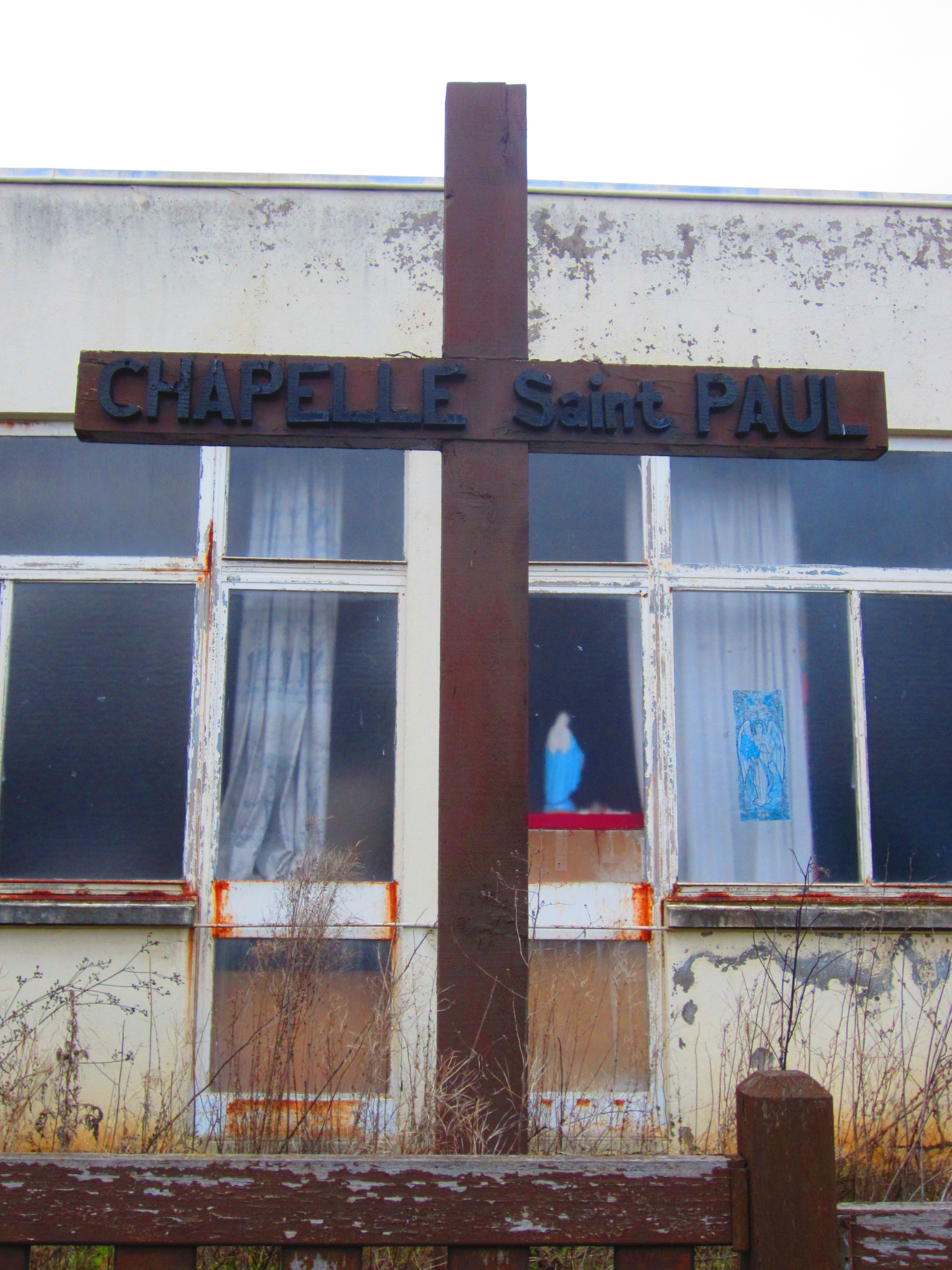
Chapelle Saint-Paul.

### Homécourt au cinéma
Le film La Provinciale, avec Nathalie Baye, a en partie été tourné à Homécourt et dans la commune voisine de Jœuf,.

### Personnalités liées à la commune
- Jean-Louis Foncine (1912-2005), auteur de romans pour la jeunesse et codirecteur de la collection Signe de piste, né à Homécourt.
- François Calaque (1940-1998), fondateur de la société Starsem qui a commercialisé le lanceur spatial russe Soyouz en Europe, est né dans cette commune.
- Alain Lithaud (1947-2023), compositeur de musique électro-acoustique, né à Homécourt.

### Héraldique, logotype et devise
| Blason de Homécourt | Blason  | Parti : au premier mi-parti d'azur semé de croisettes recroisetées au pied fiché d'or aux deux bars adossés du même brochant sur le tout, au second d'argent au convertisseur de sable flamboyant de gueules soutenu de sa cuve aussi de sable. |
| Blason de Homécourt | Détails | Adopté le 26 avril 1951 |